# Éruption stratosphérique
Cet article court présente un sujet plus développé dans : Éruption volcanique et Hiver volcanique.
Une éruption stratosphérique est une éruption volcanique qui injecte des particules liquides ou solides jusque dans la stratosphère. Par opposition, les autres éruptions, beaucoup plus fréquentes, sont parfois qualifiées d'éruptions troposphériques. Le volcanisme responsable des éruptions stratosphériques est qualifié de volcanisme stratosphérique,.
Les éruptions stratosphériques sont en général de type plinien. Leur importance tient à leurs effets climatiques à moyen ou long terme, jusqu'à provoquer, dans le cas des éruptions les plus violentes,  un « hiver volcanique ». Au cours des derniers siècles, les principales éruptions stratosphériques ont été celles du Samalas en 1257, du Laki en 1783, du Tambora en 1815 et du Krakatoa en 1883. Les plus récentes, mais de bien moindre ampleur, ont été celles de l'Agung en 1963 et du Pinatubo en 1991. Les éruptions anciennes peuvent être étudiées au moyen d'informations indirectes, telles que les dépôts de cendres volcaniques dans les calottes glaciaires ou les témoignages de luminosité d'éclipses lunaires.